# Barcelona Open Banco Sabadell 2025
Barcelona Open Banco Sabadell 2025, v katalánštině známý jako Trofeu Compte de Godó 2025, byl tenisový turnaj na mužském profesionálním okruhu ATP Tour, hraný v Královském tenisovém klubu. Sedmdesátý druhý ročník Barcelona Open probíhal mezi 14. a 20. dubnem 2025 v katalánské metropoli Barceloně na antukových dvorcích.
Turnaj dotovaný 3 050 800 eury patřil do kategorie ATP Tour 500. Nejvýše nasazeným singlistou se stal druhý hráč světa Carlos Alcaraz ze Španělska, který pohrál ve finále. Jako poslední přímý účastník do dvouhry nastoupil jeho krajan, 56. hráč žebříčku Jaume Munar. V důsledku invaze Ruska na Ukrajinu na konci února 2022 řídící organizace tenisu ATP, WTA a ITF s grandslamy rozhodly, že ruští a běloruští tenisté mohli dále na okruzích startovat, ale do odvolání nikoli pod vlajkami Ruska a Běloruska.
Všichni vítězové poprvé triumfovali v úrovni ATP 500. Pátý singlový titul na okruhu ATP Tour vybojoval 21letý Dán Holger Rune, který se po skončení vrátil do elitní světové desítky, na 9. místo. Čtyřhru ovládli Nizozemec Sander Arends s Britem Lukem Johnsonem. V rámci túry ATP získali třetí společnou trofej.

## Rozdělení bodů a finančních odměn

### Rozdělení bodů
| Soutěž  | Soutěž      | vítězové | finalisté | semifinalisté | čtvrtfinalisté | 16 v kole | 32 v kole | Q  | Q2 | Q1 |
| ------- | ----------- | -------- | --------- | ------------- | -------------- | --------- | --------- | -- | -- | -- |
| dvouhra | [ 3 ]       | 500      | 330       | 200           | 100            | 50        | 0         | 25 | 13 | 0  |
| čtyřhra | [ 7 ] [ 8 ] | 500      | 300       | 180           | 90             | 0         | —         | 45 | 25 | 0  |

### Finanční odměny
| Soutěž                                | Soutěž      | vítězové  | finalisté | semifinalisté | čtvrtfinalisté | 16 v kole | 32 v kole | Q2       | Q1      |
| ------------------------------------- | ----------- | --------- | --------- | ------------- | -------------- | --------- | --------- | -------- | ------- |
| dvouhra                               | [ 3 ] [ 9 ] | 535 185 € | 285 435 € | 148 065 €     | 77 305 €       | 40 735 €  | 22 305 €  | 11 900 € | 3 565 € |
| čtyřhra                               | [ 7 ]       | 187 320 € | 99 900 €  | 50 540 €      | 25 280 €       | 13 080 €  | —         | —        | —       |
| částky ve čtyřhře jsou uvedeny na pár |             |           |           |               |                |           |           |          |         |

## Mužská dvouhra

### Nasazení
| Stát                         | Hráč               | ATP | Nasazení |
| ---------------------------- | ------------------ | --- | -------- |
| Španělsko                    | Carlos Alcaraz     | 3.  | 1.       |
| Norsko                       | Casper Ruud        | 7.  | 2.       |
| Řecko                        | Stefanos Tsitsipas | 8.  | 3.       |
|                              | Andrej Rubljov     | 9.  | 4.       |
| Austrálie                    | Alex de Minaur     | 10. | 5.       |
| Dánsko                       | Holger Rune        | 12. | 6.       |
| Francie                      | Arthur Fils        | 15. | 7.       |
| Itálie                       | Lorenzo Musetti    | 16. | 8.       |
| USA                          | Frances Tiafoe     | 17. | 9.       |
| Žebříček ATP k 7. dubnu 2025 |                    |     |          |

### Jiné formy účasti
Následující hráči obdrželi divokou kartu do hlavní soutěže:
- Pablo Carreño Busta
- Albert Ramos-Viñolas
- Stan Wawrinka

Následující hráč nastoupil pod žebříčkovou ochranou:
- Reilly Opelka

Následující hráči postoupili z kvalifikace:
- Jesper de Jong
- Laslo Djere
- Daniel Elahi Galán
- Hamad Medjedović
- Cameron Norrie
- Ethan Quinn

Následující hráči postoupili z kvalifikace jako šťastní poražení:
- Damir Džumhur
- Jacob Fearnley
- Arthur Rinderknech

### Odhlášení
před zahájením turnaje
- Tomáš Macháč → nahradil jej  Damir Džumhur
- Lorenzo Musetti → nahradil jej  Arthur Rinderknech
- Lorenzo Sonego → nahradil jej  Tomás Martín Etcheverry
- Jordan Thompson → nahradil jej  Jacob Fearnley

## Mužská čtyřhra

### Nasazení
| Stát                                                                                  | Hráč             | Stát               | Hráč            | ATP | Nasazení |
| ------------------------------------------------------------------------------------- | ---------------- | ------------------ | --------------- | --- | -------- |
| Finsko                                                                                | Harri Heliövaara | Spojené království | Henry Patten    | 7.  | 1.       |
| Chorvatsko                                                                            | Nikola Mektić    | Nový Zéland        | Michael Venus   | 27. | 2.       |
| Spojené království                                                                    | Julian Cash      | Spojené království | Lloyd Glasspool | 31. | 3.       |
| Argentina                                                                             | Máximo González  | Argentina          | Andrés Molteni  | 37. | 4.       |
| USA                                                                                   | Sebastian Korda  | Austrálie          | Jordan Thompson | 51. | 5.       |
| Žebříček ATP k 7. dubnu 2025; číslo je součtem žebříčkového postavení obou členů páru |                  |                    |                 |     |          |

### Jiné formy účasti
Následující páry obdržely divokou kartu do hlavní soutěže:
- Roberto Carballés Baena /  Fabio Fognini
- Pedro Martínez /  Jaume Munar

Následující pár postoupil z kvalifikace:
- Íñigo Cervantes /  Oriol Roca Batalla

Následující páry nastoupily z pozice náhradníků:
- Alexandru Jecan /  David Pichler
- Petr Nouza /  Patrik Rikl

## Přehled finále

### Mužská dvouhra
- Holger Rune vs.  Carlos Alcaraz, 7–6(8–6), 6–2

### Mužská čtyřhra
- Sander Arends /  Luke Johnson vs.  Joe Salisbury /  Neal Skupski, 6–3, 6–7(1–7), [10–6]